# Naissance en 1973
14 août  Romane Bohringer : Actrice française
Naissance
- 1969
- 1970
- 1971
- 1972
- 1973
- 1974
- 1975
- 1976
- 1977

Les naissances en 1973 concernent les personnalités nées entre le 1er janvier et le 31 décembre 1973.

## Janvier
- 1er janvier : Jimi Mistry, acteur britannique.
- 3 janvier : François Blais, écrivain québécois († 14 mai 2022).
- 5 janvier : 
  - Houria Bouteldja, militante politique franco-algérienne.
  - David Douche, acteur français († 8 décembre 2015).
- 8 janvier : 
  - Sean Paul, chanteur jamaïquain.
  - Irina Slavina, journaliste russe  († 2 octobre 2020).
- 9 janvier : Park Sung-woong, acteur sud-coréen.
- 10 janvier : Éléonore Faucher, réalisatrice et scénariste française († 27 août 2023).
- 12 janvier : Joseph M. Smith, acteur, scénariste et producteur américain.
- 17 janvier : François Damiens, acteur et humoriste belge.
- 19 janvier : Karen Lancaume, actrice pornographique française († 28 janvier 2005).
- 20 janvier : Benjamin Biolay, auteur, compositeur, acteur et chanteur français.
- 23 janvier : Kjell N. Lindgren, astronaute américain.
- 26 janvier : Batchimeg Migeddorj, femme politique mongole († 17 octobre 2020).
- 31 janvier : Portia de Rossi, actrice australo-américaine.

## Février
- 1er février : Yuri Landman, luthier expérimental, créateur de bande dessinées, musicien et chanteur néerlandais.
- 3 février : Ilana Sod, journaliste mexicaine.
- 11 février : Varg Vikernes, chanteur et compositeur norvégien.
- 12 février : 
  - Tara Strong, actrice canadienne.
  - Saulos Chilima, homme d'État malawite († 10 juin 2024).
- 13 février : Nicolas Langelier, journaliste, auteur, chroniqueur et éditeur canadien.
- 15 février : David Baron, judoka et pratiquant de MMA français.
- 17 février : Goran Bunjevčević, footballeur yougoslave puis serbe († 28 juin 2018).
- 18 février : Claude Makélélé, footballeur et entraineur français.
- 19 février : Tashi Wangmo, femme politique bhoutanaise.
- 20 février : Andrea Savage, actrice américaine.
- 21 février : Elsa Girardot, épéiste française († 22 octobre 2017).
- 22 février : Philippe Gaumont, coureur cycliste français († 17 mai 2013).
- 25 février : Hélène de Fougerolles, actrice française.
- 28 février : 
  - Eric Lindros, joueur canadien de hockey sur glace.
  - Bouchra Melouany, lutteuse marocaine.
  - Nicolas Minassian, pilote d'endurance français.
  - Natallia Safronnikava, athlète biélorusse.

## Mars
- 1er mars : Jack Davenport, acteur américain d'origine britannique.
- 4 mars :
  - Berta Cáceres, militante écologiste hondurienne († 3 mars 2016).
  - Xavier Fabre, architecte français.
- 6 mars : Amina Abdellatif, judokate française.
- 9 mars : 
  - Matteo Salvini, homme politique italien.
  - Rona Hartner, actrice, chanteuse, compositrice franco-roumaine († 23 novembre 2023).
- 10 mars : Eva Herzigová, mannequin et actrice franco-tchéco-italienne.
- 12 mars : Léonora Miano, écrivaine camerounaise.
- 13 mars : Jennifer Evenhuis, actrice néerlandaise.
- 14 mars : 
  - Betsy Brandt, actrice américaine.
  - Daniel Fernandes, judoka français.
- 19 mars : Meritxell Batet, femme politique espagnole.
- 20 mars : 
  - Harry Roselmack, journaliste et animateur de télévision français.
  - Jeong Woo-seong, acteur sud-coréen.
- 23 mars : Mirwaiz Umar Farooq, personnalité politique indienne.
- 24 mars : Jim Parsons, acteur et producteur américain.
- 26 mars : Larry Page, informaticien américain.

## Avril
- 2 avril : Richard Jacques, musicien et compositeur britannique.
- 3 avril : Prabhu Deva, chorégraphe et acteur indien.
- 5 avril : 
  - Vanessa Demouy, actrice et mannequin française.
  - Yacine Douma, judoka français.
  - Pharrell Williams, auteur-compositeur-interprète, chanteur, producteur, musicien et styliste américain.
- 6 avril : Rumyana Neykova, rameuse bulgare.
- 8 avril : Emma Caulfield, actrice américaine.
- 10 avril : Guillaume Canet, acteur et réalisateur français.
- 11 avril :
  - Olivier Magne, joueur de rugby à XV français.
  - Amanda Staveley (en), femme d'affaires britannique.
- 14 avril : 
  - Emmanuel Dahl, acteur et chanteur français.
  - Adrien Brody, acteur et producteur américain.
- 15 avril : Norm Berryman, joueur de rugby à XV  néo-zélandais († 22 juin 2015).
- 18 avril : Arnaud Beltrame, officier supérieur de gendarmerie français († 24 mars 2018).
- 20 avril : Ramez Galal, acteur, farceur et chanteur égyptien.
- 23 avril : Peter Aluma,  joueur de basket-ball nigérian († 2 février 2020).
- 26 avril : Tchif artiste plasticien béninois.
- 28 avril : Ian Murdock, informaticien, ingénieur et programmeur américain († 28 décembre 2015).
- 29 avril : Mike Hogan, bassiste irlandais du groupe The Cranberries.

## Mai
- 2 mai : Florian Henckel von Donnersmarck, réalisateur allemand.
- 9 mai : Chu Sang-mi, actrice sud-coréen.
- 12 mai : Forbes March, acteur canadien.
- 14 mai : Nathalie Kosciusko-Morizet, femme politique française.
- 17 mai : 
  - Sasha Alexander, actrice américaine.
  - Josh Homme, chanteur guitariste américain.
  - Tamsier Joof Aviance, danseur, chorégraphe, acteur, mannequin et entrepreneur britannique.
  - Gérald Dahan, humoriste, imitateur, animateur de radio et acteur français.
- 20 mai : Elsa, chanteuse française.
- 21 mai : Nadia Khiari, artiste peintre tunisienne.
- 22 mai : Thomas Taylor, écrivain et illustrateur britannique.
- 23 mai : Juan José Padilla, matador espagnol.
- 24 mai : Karim Alami, joueur de tennis marocain.

## Juin
- 1er juin :
  - Caroline Cassart-Mailleux, femme politique belge de langue française.
  - Cédric Ragot, designer français († 23 mars 2015).
- 3 juin : 
  - Draghixa, actrice pornographique française.
  - Yoo Jae-myung, acteur sud-coréen.
- 7 juin : 
  - Hatem Ghoula, athlète tunisien.
  - Song Yun-ah, actrice sud-coréenne.
- 9 juin :
  - Magalie Madison, chanteuse et actrice française, connue pour son rôle d'Annette dans Premiers Baisers.
  - Sophie Turrel, illustratrice française, auteur d'albums pour enfants.
- 10 juin : 
  - Jesper Sørensen, footballeur puis entraineur danois.
  - Anne-Cécile Violland, femme politique française.
- 11 juin : Darcel Yandzi, judoka français.
- 12 juin :
  - Olivier Baudry, footballeur français († 1er octobre 2017).
  - Mariano Rojas, coureur cycliste espagnol († 23 juin 1996).
- 13 juin : 
  - Kasia Kowalska, chanteuse polonaise.
  - Misha Sydorenko, artiste peintre ukrainien et français.
- 14 juin : Claudia Tagbo, comédienne et humoriste franco-ivoirienne.
- 15 juin : Neil Patrick Harris, acteur américain.
- 16 juin : Thomas Dutronc, guitariste de jazz manouche français.
- 19 juin :
  - Andreas Alm, footballeur puis entraineur suédois.
  - Baby Halder, écrivain indienne.
  - Nâdiya, athlète et chanteuse française.
  - Yūko Nakazawa, chanteuse et actrice japonaise.
- 21 juin : Juliette Lewis, actrice et chanteuse américaine.
- 23 juin : Clarisse Nomaye, avocate et auteure tchadienne.
- 24 juin : Jonathan Lambert, humoriste, animateur de radio, animateur de télévision et acteur français.
- 25 juin : Nuno Resende, chanteur portugais.
- 28 juin : 
  - Clotilde Armand, femme politique franco-roumaine.
  - Alberto Berasategui, joueur de tennis espagnol.
  - Diabaté Fatoumata Guindo, femme politique malienne.
- 30 juin : Clementa Pinckney, pasteur méthodiste et homme politique américain († 17 juin 2015).

## Juillet
- 1er juillet : Suhail Mohammed Faraj Al Mazrouei, homme d'affaires et politicien émirati.
- 2 juillet : Thomas Sotto, journaliste, animateur de télévision et radio français.
- 3 juillet : Patrick Wilson, acteur américain.
- 4 juillet : 
  - Gackt Camui, chanteur et acteur japonais.
  - Sheng Keyi, romancière chinoise.
- 7 juillet : 
  - Guillaume Aldebert, simplement dit Aldebert, auteur-compositeur-interprète français.
  - Lisa Leslie, basketteuse américaine.
  - Lyes Salem, acteur, scénariste et réalisateur franco-algérie.
- 8 juillet : 
  - Medi Sadoun, acteur français.
  - Valeri Zaloujny, militaire ukrainien.
- 9 juillet : Enrique Murciano, acteur américain.
- 10 juillet :
  - Amalia Pérez, haltérophile mexicaine.
  - Esther Bilounga, écrivaine camerounaise.
- 12 juillet : Israel Galván, danseur et chorégraphe espagnol de flamenco.
- 13 juillet : Saïd Taghmaoui, acteur franco-marocain.
- 14 juillet : Alley Baggett, mannequin américaine.
- 15 juillet : John Dolmayan, batteur dans le groupe de musique System of a Down.
- 18 juillet : Joël Aïvo, constitutionnaliste, professeur des universités et homme politique béninois.
- 22 juillet : Christophe Michalak, pâtissier français.
- 23 juillet : 
  - Monica Lewinsky, femme d'affaires américaine, protagoniste de l'affaire Lewinsky.
  - Kathryn Hahn, actrice américaine.
  - Juan Dalmau, avocat et homme politique portoricain.
- 24 juillet : Johan Micoud, footballeur français.
- 25 juillet : Roberto Orci, producteur et scénariste américain d'origine mexicaine († 25 février 2025).
- 26 juillet : Kate Beckinsale, actrice britannico-américaine.
- 29 juillet : Stephen Dorff acteur américain.

## Août
- 1er août : Edurne Pasaban, alpiniste espagnole, première femme à gravir les 8 000 mètres.
- 2 août : Cho Jin-ho, footballeur international sud-coréen  († 10 octobre 2017).
- 3 août : Pilar Llop, femme politique espagnole.
- 6 août : Vera Farmiga, actrice, productrice et directrice artistique américaine.
- 8 août :
  - Isabelle Despres, kayakiste française.
  - Laurent Sciarra, joueur puis entraîneur français de basket-ball.
  - Scott Stapp, musicien, chanteur et compositeur américain (Creed).
- 9 août : 
  - Kevin McKidd, acteur écossais.
  - Marielle Macé, historienne française de la littérature
- 10 août : Roman Golovtchenko, premier ministre biélorusse.
- 11 août : Jérôme Morin, auteur, naturaliste, ornithologue et photographe animalier.
- 14 août : Jay-Jay Okocha, footballeur nigérian.
- 17 août : Mickaël Pagis, footballeur français.
- 18 août : Willy Rovelli, comédien et humoriste.
- 19 août : 
  - Daniel Bravo, également dit Danielito, musicien franco-chilien. Membre du groupe Tryo.
  - Lilian García, chanteuse et annonceuse de ring américaine.
  - Marion Pauw, écrivaine australo-néerlandaise.
- 21 août : Sergey Brin, entrepreneur américain d'origine russe.
- 22 août :
  - Howie Dorough, chanteur américain.
  - Laurent Lafitte, acteur et humoriste français.
  - Carlos Fuentes Lemus, peintre, poète, photographe et philosophe français et mexicain († 5 mai 1999).
- 23 août : Chelsi Smith, mannequin et actrice américaine († 8 septembre 2018).
- 25 août : Fatih Akin, réalisateur allemand.
- 29 août : Víctor Puerto (Víctor Sánchez Cerdá), matador espagnol.

## Septembre
- 4 septembre : Moundir Zoughari, candidat de télé-réalité et animateur de télévision français.
- 5 septembre : 
  - Billy, animateur et producteur de télévision français.
  - Rose McGowan, actrice et réalisatrice italo-américaine.
- 6 septembre : Silvana Tenreyro, économiste anglo-italo-argentine.
- 7 septembre : Vincenzo Carabetta, judoka français.
- 8 septembre :
  - Khamis al-Owairan, footballeur saoudien († 7 janvier 2020).
  - María Eugenia Vidal, femme politique argentine.
- 9 septembre :
  - John Blackwell, batteur de funk et de jazz américain († 4 juillet 2017).
  - Gretchen Egolf, actrice américaine.
  - Jérôme Golmard, joueur de tennis français († 1er août 2017).
- 11 septembre : 
  - Anne-Véronique Herter, écrivaine française.
  - Nafissatou Dia Diouf, écrivaine sénégalaise.
- 12 septembre : Paul Walker, acteur et réalisateur américain († 30 novembre 2013).
- 13 septembre : Christine Arron, athlète française spécialiste du sprint.
- 14 septembre :
  - Vincent Cespedes, philosophe et compositeur français.
  - Andrew Lincoln, acteur britannique.
  - Nas, rappeur, compositeur et acteur américain.
  - Mike Ward, humoriste et comédien québecois.
- 16 septembre : Justin Haythe, romancier, nouvelliste et scénariste américain.
- 18 septembre : 
  - Mark Shuttleworth, entrepreneur sud-africain.
  - Laurent Foirest, joueur puis entraîneur français de basket-ball.
- 19 septembre : Nicholas Bishop, acteur australo-britannique.
- 21 septembre : 
  - Yoon Sang-hyun, auteur-compositeur-interprète, chanteur et acteur sud-coréen.
  - Edgars Rinkēvičs, diplomate et homme politique letton.
- 22 septembre : François-Xavier Demaison, comédien et humoriste français.
- 23 septembre :
  - Valentino Fois, coureur cycliste italien († 28 mars 2008).
  - Kirsten Mulder, actrice néerlandaise.
- 25 septembre : Olivier Gérard, dit oLi dE SaT, guitariste-claviériste-compositeur du groupe Indochine depuis 2002.
- 26 septembre : 
  - Maria Bonnevie, actrice norvégo-suédoise.
  - Nicholas Payton, trompettiste de jazz américain.
- 27 septembre : Indira Varma, actrice britannico-suisse.

## Octobre
- 2 octobre : 
  - Deshaun Holton, (Aka Proof), rappeur américain († 11 avril 2006).
  - Frank Delay, chanteur et comédien français.
- 3 octobre : 
  - Ingrid Chauvin, actrice, auteure et productrice française.
  - Lena Headey, actrice américaine.
  - Neve Campbell, actrice et danseuse canado-américaine.
  - Richard Ian Cox, acteur gallo-canadien.
  - Uğur Dağdelen, footballeur turc († 24 septembre 2015).
- 4 octobre :
  - Chris Joseph Parks dit Abyss, lutteur professionnel américain.
  - Jen Shah, personnalité de la télé-réalité américaine.
  - David Rault, historien de la Typographie et auteur français.
- 6 octobre : Rebecca Lobo, basketteuse américaine.
- 9 octobre : 
  - Jennifer Aspen, actrice américaine.
  - Caparezza, rappeur italien.
- 11 octobre : 
  - Ioan Gruffudd, acteur britannique.
  - Linda Hardy, mannequin, actrice, chanteuse et animatrice française.
- 14 octobre : Jason Manuel Olazabal, acteur américain.
- 17 octobre :
  - Fatma Omar, haltérophile égyptienne.
  - Bruce Toussaint, journaliste, animateur de télévision et de radio français.
- 19 octobre : Hicham Arazi, joueur de tennis marocain.
- 22 octobre : Xavier de Maistre, harpiste français.
- 23 octobre : Stéphane Debac, acteur français.
- 26 octobre : Seth MacFarlane, scénariste, comédien et dessinateur américain.
- 27 octobre : Semmy Schilt, kick boxeur néerlandais, quadruple champion du monde de K-1.
- 28 octobre : 
  - MVP, catcheur professionnel.
  - Brian Young, acteur et producteur américain.
- 29 octobre : Tom Baxter, chanteur-compositeur anglais.
- 30 octobre :
  - Adam « Edge » Copeland, catcheur professionnel.
  - Anthony Foley, joueur de rugby à XV irlandais († 16 octobre 2016).
- 31 octobre : Beverly Lynne, actrice américaine.

## Novembre
- 1er novembre : Aishwarya Rai, actrice bollywood et Miss Monde 1994.
- 2 novembre : Marisol Nichols, actrice américaine.
- 3 novembre : 
  - Julia Chanel, actrice française.
  - Ana Milán, actrice et présentatrice espagnole.
- 6 novembre : Hasna Ben Slimane, magistrate et femme politique tunisienne.
- 8 novembre : Florence Foresti, humoriste française.
- 9 novembre : 
  - Danielle Trussoni, écrivaine américaine.
  - Théodore Zué Nguéma, footballeur gabonais († 5 mai 2022).
- 11 novembre : Stephanie Bice, femme politique américaine.
- 13 novembre : Saïda Jawad, actrice française.
- 18 novembre : Jonnie Irwin, présentateur de télévision britannique († 2 février 2024).
- 21 novembre : Brook Kerr, actrice américaine.
- 22 novembre : Chadwick Trujillo, astronome américain.
- 23 novembre : Joeli Vidiri, joueur de rugby à XV fidjien († 25 février 2022)
- 25 novembre :
  - Eddie Steeples, acteur américain.
  - Joe Cassano, rappeur italien († 3 avril 1999).
  - Maciek Froński, poète polonais.
- 26 novembre : 
  - Kristin Bauer, actrice américaine.
  - Peter Facinelli, acteur, réalisateur, producteur et scénariste américain.
- 30 novembre : Christian Cage, catcheur professionnel.

## Décembre
- 1er décembre : Rania Youssef, actrice égyptienne.
- 2 décembre : 
  - Monica Seles, joueuse de tennis professionnelle yougoslave puis américaine.
  - Jan Ullrich, coureur cycliste allemand.
  - Michaël Youn, chanteur, acteur et humoriste français.
- 3 décembre : 
  - Holly Marie Combs, actrice américaine.
  - Samuel Joseph Wurzelbacher dit joe le plombier, employé américain lors des élections de 2008 († 27 août 2023).
- 4 décembre : Tyra Banks, mannequin et actrice américaine.
- 5 décembre : 
  - Eric Adja, homme politique Béninois.
  - Shalom Harlow, mannequin et actrice canadienne.
  - Mikelangelo Loconte, chanteur, directeur artistique, auteur-compositeur-interprète italien.
- 6 décembre :
  - Salim Mokdat, footballeur algérien.
  - Níkos Khristodoulídis, homme d'État chypriote.
- 8 décembre : 
  - Corey Taylor, chanteur du groupe Slipknot
  - Jean-Philippe Janssens, humoriste français.
- 9 décembre : Stacey Abrams, personnalité politique américaine.
- 12 décembre : Annissa Essaibi George,  femme politique tuniso-américaine.
- 14 décembre : Thuy Trang, actrice viêtnamo-américaine († 3 septembre 2001).
- 17 décembre :
  - Martha Érika Alonso Hidalgo, femme politique mexicaine († 24 décembre 2018).
  - Clélia Anfray, historienne de la littérature et romancière française.
  - Rian Johnson, réalisateur et scénariste américain.
- 19 décembre : Eucharia Njideka Iyiazi, athlète handisport nigériane.
- 24 décembre : Frédéric Demontfaucon, champion du monde et médaillé olympique de judo.

## Date inconnue
- Habib Chaab, activiste politique iranien († 6 mai 2023).
- Dan Gertler, homme d'affaires israélien.
- Kawtar Hafidi, physicienne marocaine.
- Renuka Kiran Shinde, tueuse en série indienne.
- Nayomi Munaweera, écrivaine srilankaise.
- Veronica Stigger, écrivaine brésilienne.
- Arundhathi Subramaniam, poétesse et écrivaine indienne.
- Xiaohan, chanteuse singapourienne.